# Ketils saga hœngs

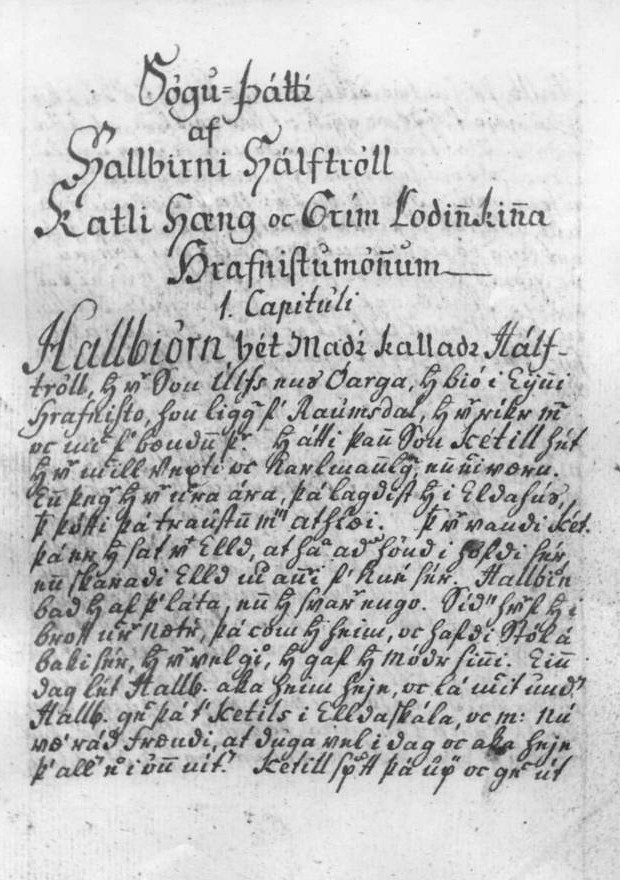
Página del manuscrito Ketils saga hœngs.

El héroe de esta saga es a menudo confundido con su nieto de mismo nombre.
Ketils saga hœngs es una saga legendaria escrita en nórdico antiguo del grupo Hrafnistumannasögur sobre los parientes de Ketil Trout. Escrita en el siglo XIV el argumento trata sobre la vida de Ketill trout Hallbjörnsson (apodado el Salmón o el Pescador, n. 784) de Ramsta (Hrafnista) en Hålogaland.
Al crecer Ketil se convierte en un joven bribón y un askeladden (chico con suerte donde otros tropiezan), pero madura y se convierte en un campeón formidable. Mata a un dragón y se involucra en múltiples luchas, la mayoría para defender a su hija. En una de esas peleas con Dusti, rey de los Samis, mata al rey, toma su espada y tres puntas de flecha mágicas de sílex que tienen nombre: Hremsa, Fifa y Flaug. 
Con la giganta Hrafnhild, Ketil tiene un hijo Grim, que sería padre de Örvar-Oddr.

## Islandia
Ketil se le relaciona tradicionalmente un vínculo como padre de Hrafnhilda Ketilsdóttir (n. 814), que casó con Thorkel de Namdalen y tuvieron un hijo, que sería el caudillo vikingo islandés Ketil Thorkelsson, quien también usó el nombre de "Ketil Trout" como su abuelo.